# Bataille de Miraflores
Guerre du Pacifique (1879-1884)
Batailles
Campagne navale
- Chipana
- Iquique
- Punta Gruesa
- Antofagasta (1re)
- Antofagasta (2e)
- Rímac
- Angamos
- Pilcomayo
- Arica (1re)
- Arica (2e)
- Callao

Campagne terrestre
- Topáter
- San Francisco
- Tarapacá
- Los Ángeles
- Alto de la Alianza (Tacna)
- Arica
- Chorrillos
- Miraflores
- Lima
- San Pablo
- Pachia
- La Concepción
- Huamachuco

La bataille de Miraflores fut livrée le 15 janvier 1881 pendant la guerre du Pacifique, dans le district de Miraflores, près de Lima. L'armée chilienne, commandée par le général Manuel Baquedano (en) y battit l'armée péruvienne, dirigée par le général Nicolás de Piérola, qui était chargée de défendre Lima. Deux jours plus tard, la capitale du Pérou était occupée par les troupes chiliennes, alors que le gouvernement péruvien devait fuir à l'intérieur du pays, où la guerre devait continuer pendant encore plus de deux ans.
Durant la bataille, le capitaine de la marine péruvienne Juan Fanning devint un héros national en menant une charge d'infanterie de marine qui repoussa les Chiliens pour un temps. Mais, les autres unités péruviennes devaient battre en retraite et l'unité de Fanning, isolée, combattit jusqu'à être à court de munitions, puis à la baïonnette. Fanning ainsi que 400 des 524 hommes ayant participé à cette charge furent tués.

## Sources
- Gonzalo Bulnes, La Guerra del Pacífico, Editorial del Pacífico, 1955.
- Rafael Mellafe, La Guerra del Pacífico en Imágenes, Relatos, Testimonios, Centro de Estudios Bicentenario, 2007.